# Князев, Игорь Вячеславович
Игорь Вячеславович Князев (9 мая 1970, Нововолынск, Волынская область, Украинская ССР) — советский и российский футболист, вратарь; тренер.

## Биография
Воспитанник футбольной школы московского ЦСКА. В начале взрослой карьеры числился в составе ЦСКА-2, а также играл в низших дивизионах первенства СССР за «Спартак» (Петрозаводск) и «Сахалин» (Холмск).
После распада СССР преимущественно играл за клубы Подмосковья. В 1992—1993 году выступал за «Торпедо» (Мытищи), но только в первом сезоне был игроком основного состава. В 1993 году «Торпедо» победило в зональном турнире второй лиги, но вратарь только в 4 матчах выходил на поле. В 1995 году перешёл в «Автомобилист» (Ногинск), где провёл следующие 7 сезонов, сыграв за клуб более 100 матчей в третьей и второй лигах. В 1999 году стал победителем зонального турнира второй лиги. В 2001 году завершил профессиональную карьеру, после чего некоторое время играл на любительском уровне.
После окончания игровой карьеры некоторое время работал с юношескими командами мужского ЦСКА. В 2007 году входил в тренерский штаб женского клуба «Химки», а во втором круге исполнял обязанности главного тренера. Позднее работал тренером женских команд в УОР № 2 (Звенигород), был тренером вратарей в женских клубах высшего дивизиона «Россиянка» и ЦСКА. В августе 2016 года, после перехода главного тренера армейцев Максима Зиновьева в «Россиянку», Князев стал исполнять обязанности главного тренера и работал с командой до конца сезона. В итоге в 2016 году ЦСКА финишировал пятым среди 6 участников. В 2018 году, возглавляя команду «СКА-УОР», стал бронзовым призёром первой лиги.
Выступает организатором турниров ветеранов в Ногинске.